# 欣德施托克山

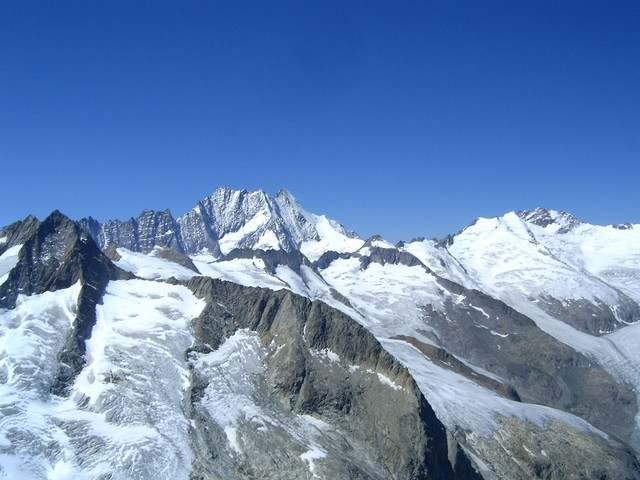

46°35′7.7″N 8°12′58.1″E / 46.585472°N 8.216139°E
欣德施托克山（德語：Hienderstock）是瑞士伯恩州的山峰，位於該國南部，屬於伯尔尼山的一部分，海拔高度3,307米，每年平均降雨量2,465毫米。